# Joanne Aluka
Joanne Aluka (née le 26 avril 1979) est une joueuse nigériane de basket-ball. Elle est membre de l'équipe du Nigeria de basket-ball féminin et a participé aux Jeux olympiques d'été de 2004.